# Gaworkowo
Gaworkowo [ɡavɔrˈkɔvɔ] (trước đây là Gauerkow của Đức) là một ngôi làng thuộc khu hành chính của Gmina Połczyn-Zdrój, thuộc quận Świdwin, West Pomeranian Voivodeship, phía tây bắc Ba Lan. Nó nằm khoảng 6 kilômét (4 mi)   phía nam Połczyn-Zdrój, 23 km (14 mi) về phía đông của Świdwin và 105 km (65 mi) về phía đông của thủ đô khu vực Szczecin.
Trước năm 1945, khu vực này là một phần của Đức. Đối với lịch sử của khu vực, xem Lịch sử của Pomerania.